# Petr Wajsar
Petr Wajsar (* 14. listopad 1978 Praha) je český skladatel pohybující se na pomezí žánrů. Působí též jako pianista, zpěvák a textař.

## Studium
V roce 2000 absolvoval obor skladba a aranžování moderní populární hudby u Angela Michajlova (1993–94), Milana Svobody a Michala Pavlíčka v oddělení populární hudby na Pražské konzervatoři. Ve studiu kompozice pokračoval na Konzervatoři Jaroslava Ježka v Praze u Stanislava Jelínka. Roku 2001 byl přijat na tentýž obor na Hudební fakultu Akademie múzických umění v Praze, kde roku 2005 absolvoval bakalářské studium u profesora Václava Riedlbaucha.

## Dílo
Skladatelova produkce má své těžiště ve skladbách pro komorní orchestr, pěvecký sbor, ale rovněž pro smyčcové kvarteto či elektroniku. Z řady orchestrálních skladeb uveďme Africa pro symfonický orchestr (2002), Beránek měsíc pro ženský sbor, smyčcový orchestr, bicí nástroje a elektroniku (1998), nebo Drum´n´Berg (2008). Ze skladeb komorních jmenujme Tuitytuityutyu Suite pro smyčcové kvarteto (2004), Signály pro komorní sbor, smyčcové kvinteto, bicí a elektroniku (1999), nebo Citoslovce pro smíšený sbor (2001), celovečerní balet „Maryša“ (2008) Nahrávka jeho skladby emitgaR pro klavír a smyčcový orchestr reprezentovala Český rozhlas na Mezinárodní tribuně skladatelů 2002. V roce 2009 získal titul „Nejúspěšnější mladý skladatel roku 2008“. Spolu s dramatikem Petrem Kolečkem a režisérem Tomášem Svobodou napsal muzikál Pornohvězdy. Je autorem hudby k dokumentárním filmům (Václavák 2008, Dům se zelenou střechou a další), celovečernímu filmu „Můj vysvlečenej deník" a k v říjnu 2024 vydanému rozšíření počítačové hry Factorio českého vývojářského týmu WUBE.

## Soubory
Jako leader a hráč na basovou kytaru působí v autorské skupině HI-FI.
Spolu se známou moderátorkou Ester Kočičkovou a sbormistrem Lukášem Prchalem tvoří uměleckou páteř tělesa Mandelbrotovy kostičky, které je spojením smíšeného sboru a rockové kapely. Spolu se smyčcovým kvartetem Epoque quartet a zpěvačkou a houslistkou Gabrielou Vermelho založil hudební skupinu EWaVe a vokální soubor SKETY.